# Varde Sogn
Varde Sogn er et sogn i Varde Provsti (Ribe Stift).
Varde Sogn lå i Varde købstad, som geografisk hørte til Vester Horne Herred i Ribe Amt. Varde Landsogns Kommune hørte administrativt til herredet, men blev i 1963 indlemmet i købstaden. Ved kommunalreformen i 1970 indgik købstaden i Varde Kommune.
I Varde Sogn ligger Sankt Jacobi Kirke.
I sognet findes følgende autoriserede stednavne:
- Bastrup Plantage (areal)
- Bellevue (bebyggelse)
- Blaksmark (bebyggelse)
- Boulevarden (station)
- Frisvad (bebyggelse, ejerlav)
- Frisvadvej (station)
- Gammel Gellerup (bebyggelse)
- Gellerup (bebyggelse, ejerlav)
- Gellerup Plantage (areal)
- Gelleruplund (bebyggelse)
- Isbjerg (areal)
- Kærhøj (areal)
- Lunderup Lund (areal)
- Mejls (bebyggelse, ejerlav)
- Mejlsig (bebyggelse)
- Nørremarken (bebyggelse)
- Orten (bebyggelse, ejerlav)
- Orten Plantage (areal)
- Skadehøj (areal)
- Stilbjerg (areal)
- Sønder Varde (bebyggelse)
- Søndermarken (bebyggelse)
- Tinghøj (bebyggelse)
- Varde (købstad, stationsby)
- Varde Kær (areal, bebyggelse)
- Varde Nord (station)
- Varde Søndre Plantage (areal)
- Varde Vest (station)
- Varde Vestermark (bebyggelse)
- Venezuela (bebyggelse)
- Vestermarken (bebyggelse)
- Østermarken (bebyggelse)